# Academia Media

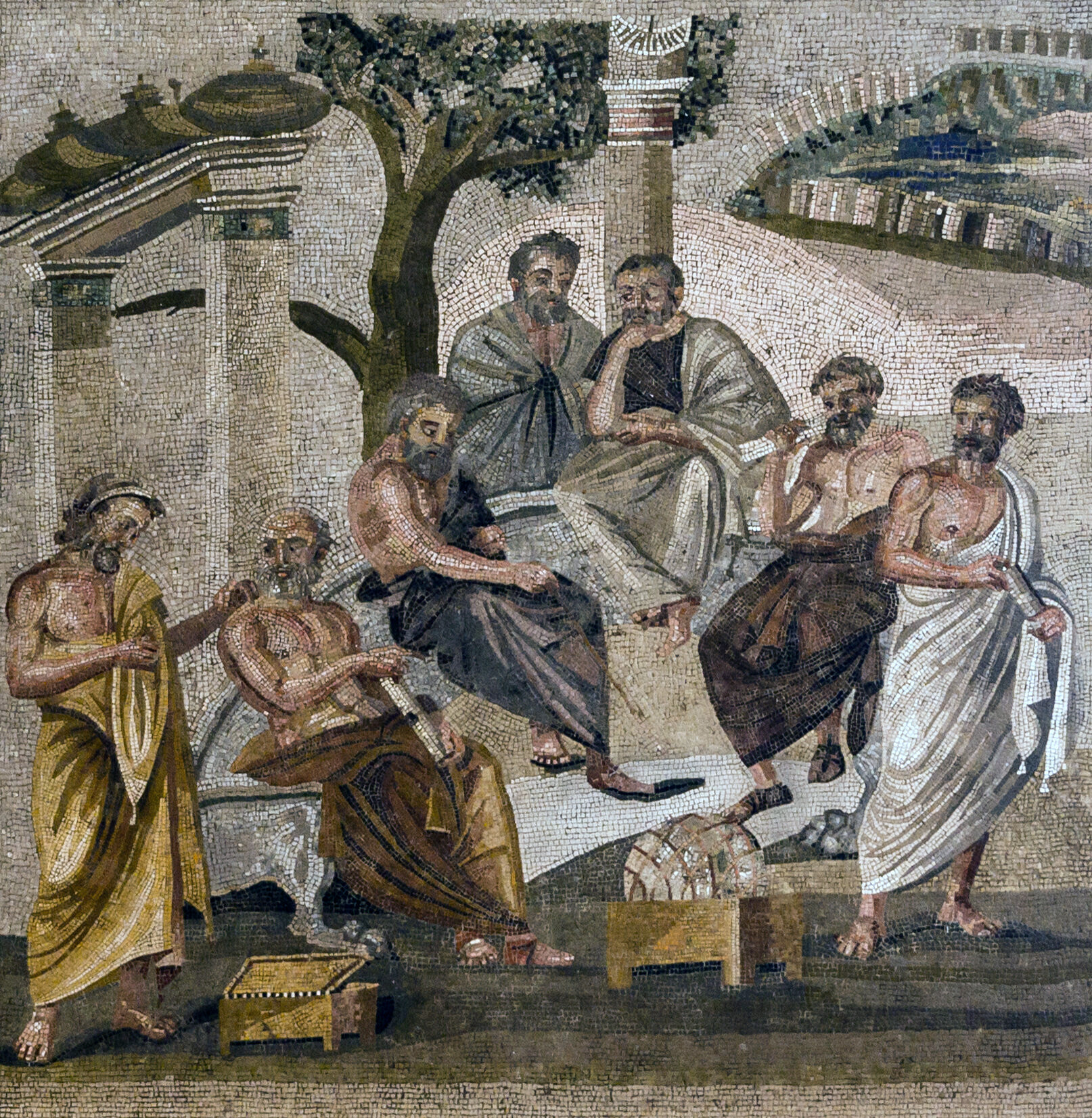
Mosaico de la academia de Platón.

La Academia Media fue una destacada escuela filosófica que surgió en la antigua Grecia durante el período helenístico, aproximadamente en el siglo III a. C. Esta escuela se caracterizó por su enfoque escéptico en la filosofía, marcando un notable contraste con las etapas anteriores de la Academia Platónica y la Escuela Peripatética.

## Orígenes y Fundación
La Academia Media fue fundada por Arcesilao de Pitane, un eminente filósofo griego que había sido discípulo de Liceón, un destacado representante de la tradición platónica. A pesar de su formación platónica, Arcesilao desarrolló un enfoque filosófico que se alejó significativamente de las enseñanzas de Platón. Este cambio filosófico fue fundamental para la creación de la Academia Media.

## Principios Filosóficos
La principal característica distintiva de la Academia Media fue su escepticismo radical. Arcesilao y sus seguidores sostuvieron que el conocimiento absoluto y la certeza eran inalcanzables para los seres humanos. Argumentaron que, dado que nuestras percepciones y juicios pueden ser engañosos, es imposible afirmar con seguridad la verdad sobre cualquier cuestión. En consecuencia, abogaron por la suspensión del juicio y la adopción de una actitud escéptica hacia todas las afirmaciones filosóficas y dogmáticas.
Esta posición escéptica se aplicó tanto a cuestiones éticas como epistemológicas. Los académicos medios argumentaron que no podemos conocer la naturaleza intrínseca de lo justo y lo injusto, y que debemos mantener una actitud de duda incluso en cuestiones morales.

## Metodología
La Academia Media promovió un enfoque dialéctico en la búsqueda de la verdad. Sus miembros se esforzaron por analizar y refutar las opiniones de otras escuelas filosóficas, lo que a menudo implicaba la adopción de posiciones opuestas para fines de debate. Esta práctica dialéctica ayudó a los académicos medios a desarrollar sus habilidades argumentativas y a exponer las limitaciones del conocimiento humano.

## Legado
La influencia de la Academia Media se extendió mucho más allá de su época. Sus enseñanzas escépticas dejaron una marca duradera en la filosofía griega y en el pensamiento occidental en general. Algunos de los filósofos romanos, como Cicerón y Séneca, se inspiraron en las ideas de la Academia Media en sus propias obras filosóficas.
La Academia Media también influyó en el desarrollo del escepticismo pirrónico, una corriente filosófica que llevó aún más lejos el escepticismo, argumentando que incluso la suspensión del juicio era insuficiente, y que debemos abstenernos de hacer afirmaciones sobre cualquier cuestión.

## Declive
Con el tiempo, la Academia Media se transformó en la Academia Neoplatónica, bajo la dirección de Filón de Larisa, quien reintrodujo algunas ideas de Platón en la escuela. Este cambio marcó el declive gradual del escepticismo radical de la Academia Media.